# المجد العامة
قناة المجد العامة هي أولى قنوات شبكة المجد الفضائية، بدأ بثها التجريبي في 1 رمضان 1423 هـ الموافق 6 نوفمبر 2002، وبدأ البث الرسمي في 1 ربيع الأول 1424 هـ الموافق 2 مايو 2003.

## برامج القناة
تتنوع برامج قناة المجد الفضائية بحسب طبيعة البرنامج، إلا أن أبرز أقسام البرامج هي على النحو التالي:

### البرامج الإسلامية والعلمية
ومنها:
- كلمة مضيئة: وهو برنامج يعرض يوميًّا بعد صلاة العشاء من مكة المكرمة، وحلقاته متنوعة الموضوعات، غير أن البرنامج الآن متوقف عن البث.
- يدعون إلى الخير: وهو برنامج استضاف مئات الدعاة من الإسلام يقدمون نصيحة صادقة للمسلمين، ويعرض البرنامج يوميًّا بعد صلاة المغرب من مكة المكرمة.
- مع سماحة المفتي: وهو برنامج يستضيف سماحة مفتي المملكة العربية السعودية الشيخ عبد العزيز بن عبد الله آل الشيخ للإجابة على استفسارات وأسئلة واستفتاءات المشاهدين الشرعية والفقهية وما أشكل عليهم في أمور دينهم، يُعرَض البرنامج على الهواء مباشرة يوم الجمعة من كل أسبوع بين صلاتي المغرب والعشاء من مكة المكرمة
- الجواب الكافي: وهو برنامج الفتاوى على القناة، ويعرض يوم الأحد بين صلاتي المغرب والعشاء، وبعد صلاة الجمعة على الهواء مباشرة.
- ذكرى: وهو برنامج ذو طابع وعظي، بثته القناة أثناء شهر رمضان.
- قرة العين: ويقدمه الشيخ علاء الدين عامر، ومحور البرنامج عن الصلاة، حيث يقول الرسول محمد صلى الله عليه وسلم:«وجُعِلَت قُرَّة عيني في الصلاة».
- منتقى المحاضرات: وفيه تعرض محاضرات متنوعة يلقيها الدعاة في المساجد، ويوازيه برنامج: محاضرة اليوم، والذي يعرض على قناة المجد العلمية.
- تصحيح التلاوة: وهو برنامج يُعنى بتصحيح قراءات المشاهدين والمشاهدات للقرآن الكريم، ويقدمه الدكتور محمد عصام القضاة.
- المفكرة الدعوية: وفيه إبراز لأنشطة الدعوة إلى الله داخل وخارج السعودية،يقدمه:هشام القاضي، وعبد الرحمن الشايع.
- متن وسند:والبرنامج يُعنى بعلوم الحديث الشريف.
- عقبى الدار:ويقدمه:فهد بن عبد العزيز السنيدي،تم عرضه خلال شهر رمضان عام 1429هـ، ويُعنى بوضف الجنة وما فيها من النعيم ما في الجنة ونعيمها الدائم وبين ما في الدنيا ومتاعها الزائل
- القطوف الدانية:وهو برنامج ذو موضوعات متنوعة ترتبط غالبها بالقرآن الكريم، يقدمه معمر العمري،والضيف الدائم للبرنامج الشيخ:صالح بن عواد المغامسي

### البرامج الحوارية
ومنها:
- برنامج ساعة حوار وهو برنامج حواري يستضيف مئات الشخصيات من مفكرين وأدباء وكتاب وسياسيين وصانعي قرار، وكانت أبرز حلقاته تلك التي كان ضيفها الرئيس السوداني عمر البشير، معد البرنامج ومقدمه فهد السنيدي.
- برنامج جلسة، ويهتم بالشأن الداخلي السعودي،ويقدمه محمد الدخيني.
- برنامج في الدائرة، وهو برنامج حواري مباشر وصريح مع أصحاب فكرة معينة تبنوها، وتتم مناقشتهم فيها، يقدمه محمد المقرن.
- برنامج أول اثنين، وهو برنامج فكري، وهو أول برنامج من نوعه على شاشة المجد يعده المشاهدون، وضيفه الدائم هو الشيخ الدكتور سلمان بن فهد العودة.

### البرامج الإخبارية
ومنها:
- موضوع الغلاف:ويُعنى بتصفح أغلفة المجلات السعودية والاطلاع على أبرز موضوعاتها.
- صحافة الرأي:وهو استعراض لأبرز آراء الكتاب والصحفيين في أهم قضايا الأسبوع.
- نشرة الأخبار وتقدم في خمس فترات، في الثانية عشرة ظهرًا، والثالثة عصرًا، والخامسة مساءً، والتاسعة مساءً، والثانية عشرة والنصف بعد منتصف الليل بتوقيت مكة المكرمة، وذلك من مركز أخبار قناة المجد بالقاهرة الذي يديره عمار حامد منذ بدء نشاط الأخبار في قناة المجد.
- حصاد الأسبوع:ويُعرض يوم الجمعة من كل أسبوع في الثانية ظهرًا بتوقيت مكة،وهو موجز إخباري تحليلي لأخبرا الأسبوع المنصرم وقضاياه الساخنة على الساحة و الإسلامية وذلك عبر تقارير موجزة يعدها مركز الأخبار ويقدمه:
- غزة شموخ وعزة:مواكبة للأحداث المؤلمة التي أصابت سكان قطاع غزة في نهاية عام 2008 وبداية 2009 فقد جندت قناة المجد بكافة أستوديوهاتها الرياض إضافة لمركز الأخبار في الرياض جندت إمكانياتها لمواكبة الأحداث في غزة، ابتداءً ببرنامج (أهلنا يستغيثون)ثم في أواخر أيام العدوان الصهيوني على غزة تغير اسم البرنامج ،وبعد توقف صور هذا البرنامج جوانب الشموخ والعزة في انتصار أهل غزة والمقاومة فيها على الوحشية الصهيونية، وكان من أبرز مقدمي البرنامج: فهد السنيدي،،عبد الرحمن العمري،

### برامج أخرى
مثل:
- برنامج القارة المنسية وهو رحلة وبالتحديد مدغشقر وكينيا وقد ركز على الغرائب والعجائب
- برنامج غرائب الهند وهو عن العادات والتقاليد والأديان في الهند وقدمهما فهدالسنيدي
- برنامج جِنان وقُدِّمت فيه نماذج من الطبيعة الماليزية،ويقدمه علي العزازي.
- برنامج حياة تك، ويعنى بالتقنية وارتباطها بحياتنا اليومية، ويقدمه علي العزازي.
- برنامج الراصد: وهو رصد للظواهر الاجتماعية والسلوكية، تتم مناقشتها وبيان أسبابها ونتائجها، في كل حلقة قضية جديدة، ويناقشها المحاوِر مع الضيف الدائم للبرنامج الشيخ: محمد صالح المنجد.
- نهضة وفيه يُعرض أبرز ملامح النهضة
- فضاء المشاهدين:وهو برنامج ثقافي أدبي منوع وقد كان يعرض في الدورة البرامجية الثانية لقناة المجد ثم توقف، ليفقد المشاهدون هذا البرنامج الذي كان مظلتهم الأدبية ووجبتهم الثقافية الخفيفة على القلوب، أعد البرنامج وقدمه الأستاذ/ محمد بن عبد الله المشاوي في السعودية
- الملتقى الأدبي:وفيه تُناقش القضايا الأدبية مع الشعراء والأدباء والمثقفين، أعد البرنامج وقدمه الدكتور حبيب بن معلا اللويحق المطيري الأديب السعودي المعروف

## شخصيات بارزة
- محمد القيق
- فهد السنيدي(ستوديو الرياض)
- ( نشرة الأخبار )
- هاني مقبل(ستوديو الرياض)
- علي العزازي(ستوديو الرياض)